# Globba hasseltii
Globba hasseltii là một loài thực vật có hoa trong họ Gừng. Loài này được Boerl. mô tả khoa học đầu tiên năm 1884.